# Тал (Арканзас)
Тал (енгл. Tull) град је у америчкој савезној држави Арканзас.

## Демографија
По попису из 2010. године број становника је 448, што је 90 (25,1%) становника више него 2000. године.
| Група             | 2000.       | 2010.       |
| Белци             | 344 (96,1%) | 426 (95,1%) |
| Афроамериканци    | 0 (0,0%)    | 1 (0,2%)    |
| Азијати           | 0 (0,0%)    | 2 (0,4%)    |
| Хиспаноамериканци | 11 (3,1%)   | 13 (2,9%)   |
| Укупно            | 358         | 448         |